# Benigno Aquino III
Benigno Simeon "Noynoy" Cojuangco Aquino III  (8 tháng 2 năm 1960 - 24 tháng 6 năm 2021) là Tổng thống Philippines, sau Đảng Tự do. Ông là con trai duy nhất của cựu Tổng thống Corazon Aquino và cựu Thượng nghị sĩ Benigno Aquino, Jr.
Ông tốt nghiệp Trường Đại học Ateneo de Manila và từng bị thương trong cuộc đảo chính bất thành khi mẹ ông đang đương nhiệm chức Tổng thống. Vào năm 1998, ông được bầu vào Hạ viện với vai trò là người đại diện cho quận 2 của tỉnh Tarlac trong Quốc hội thứ 11 của Philippines. Vào năm 2007, ông được bầu làm Thượng nghị sĩ.

## Niên thiếu và giáo dục
Benigno Simeon "Noynoy" Cojuangco Aquino III sinh ngày 8 tháng 2 năm 1960 tại Manila. Aquino là con thứ 3 trong gia đình 5 anh em. Cha ông là ông Benigno Aquino, Jr. là phó thống đốc tỉnh Tarlac. Mẹ ông là bà Corazon Aquino là cựu tổng thống. Ông có 4 chị em gái: Maria Elena (Ballsy) Aquino-Cruz, Aurora Corazon (Pinky) Aquino-Abellada, Victoria Eliza (Viel) Aquino-Dee, và Kristina Bernadette (Kris) Aquino-Yap.
Ông học phổ thông đến đại học từ năm 1965 đến năm 1981.
Sau khi Aquino được 11 tháng tuổi, Benigno "Ninoy" Aquino, Jr., bị bắt và bị cáo buộc tội "ủng hộ việc phá hoại chính quyền bằng sức mạnh và vũ lực", Ninoy bị đem ra xử trước tòa án binh, ở Fort Bonifacio tháng 8 năm 1973. Ngày 25 tháng 8 năm 1973, Ninoy viết một lá thư căn dặn con trai như sau:
"Lời khuyên duy nhất cha danh cho con đó là sống tự trọng và có lương tâm.
Không có nơi nào tốt đẹp hơn Tổ quốc của chúng ta. Không ai tuyệt vời hơn nhân dân của chúng ta. Hãy phục vụ họ bằng con tim, ý chí và tất cả sức mạnh của con.
Con trai, cuộc sống đang ở trong tay của con."

Năm 1981, Aquino tốt nghiệp đại học Manila với tấm bằng cử nhân kinh tế. Không lâu sau đó, ông được đoàn tụ với gia đình ở Newton, Massachusetts, trong trại tị nạn.
Năm 1983, sau hơn 2 năm ở Hoa Kỳ, Aquino trở về Philippines cùng với gia đình, không lâu sau cái chết do vụ ám sát của cha ông vào ngày 21 tháng 8 năm 1983. Ông đã từng là thành viên của Philippine Business for Social Progress trong một thời gian ngắn. Ở đây, ông làm việc như một trợ lý của giám đốc điều hành tổ chức này. Sau đó, ông làm giám sát viên bán lẻ cho Mondragon Industries Philippines, Inc. rồi sau đó là quản lý nhân sự cho Nike Philippines, Inc.
Từ năm 1986 đến năm 1992, trong thời kì tại vị của mẹ ông là tổng thống Corazon Aquino, Aquino làm việc tại công ty bảo hiểm Intra-Strata của người chú phó chủ tịch công ty Antolin Oreta Jr.
Ngày 28 tháng 8 năm 1987, 18 tháng sau khi tổng thống Corazon Aquino nhâm chức, cuộc binh biến do Gregorio Honasan cầm đầu đã diễn ra với tham vọng chiếm cứ dinh Malacañang. Aquino lúc này đang ở cách đó 2 toà nhà và bị tấn công. 3 trong số 4 tùy tùng của ông bị giết và người còn lại bị thương nặng do bảo vệ Aquno. Ông bị trúng 5 phát đạn và một trong số đó hiện tại vẫn nằm trong cổ của Aquino.
Từ năm 1993 đến năm 1998, Aquino làm trợ lý điều hành rồi sau đó là quản lý dịch vụ tại công ty sản xuất đường Central Azucarera de Tarlac của Hacienda Luisita phụ trách vùng CojuangcoFrom 1993 to 1998.

## Cuộc sống cá nhân
Aquino là tổng thống độc thân đầu tiên của Philippines. Ông chưa từng kết hôn và không có con. Aquino không uống rượu. Ông là vị tổng thông thứ hai của Philippines không uống rượu, người đầu tiên là tổng thống Emilio Aguinaldo.
Tuy nhiên, Aquino hút thuốc rất nhiều, một ngày ông có thể hút hết 3 bao thuốc. Trong giai đoạn tranh cử tổng thống, ông đã hứa sẽ từ bỏ thuốc lá nếu ông giành thắng lợi. Tuy nhiên, ông lại quyết định không bỏ thuốc và nói rằng sẽ thực hiện lời hứa này ở một thời điểm thích hợp hơn!
Trước khi qua đời, ông từng có mối quan hệ tình cảm với bà Shalani Soledad, 30 tuổi, thành viên hội đồng thành phố Valuenza và cũng là cháu gái của cựu thượng nghị sĩ Francisco Tatad.
Trước kia, ông cũng từng có quan hệ với 2 diễn viên điện ảnh và một nhân viên lễ tân dưới quyền thượng nghị sĩ Francis Pangilinan. Bên cạnh đó là những mối quan hệ với Korina Sanchez, người trước đây đã từng có quan hệ tình cảm với một người họ hàng của ông tên là Paul Aquino. Bernadette Sembrano cũng như Diana Zubiri.
Ông vốn là người mê môn bắn súng và billiards, nhưng sau đó, ông thường giải trí bằng cách chơi games trên máy vi tính. Ông cũng rất thích lịch sử và nghe nhạc. Món ăn ưa thích của ông là đồ ăn Trung Hoa.

## Qua đời và quốc tang
Vào ngày 24 tháng 6 năm 2021, Aquino nhập viện tại Trung tâm Y tế Capitol ở Thành phố Quezon và qua đời cùng ngày. Ông được thông báo đã qua đời trong khi đang chạy thận. Thi hài của ông sau đó được hỏa táng vào cùng ngày. Cùng lúc đó, Tổng thống Philippines Rodrigo Duterte đã tuyên bố 10 ngày quốc tang từ ngày 24 tháng 6 đến 3 tháng 7. Cả nước treo cờ rủ từ lúc Mặt Trời mọc đến lúc Mặt Trời lặn trên tất cả các tòa nhà và cơ sở của chính phủ trên khắp Philippines và nước ngoài trong thời gian 10 ngày. Tro cốt của ông được đặt tại Đại học Ateneo de Manila vào ngày 25 tháng 6. Lễ an táng được tổ chức vào ngày 26 tháng 6 tại Công viên Tưởng niệm Manila. Nơi đây cũng là nơi an nghỉ của cha mẹ ông - cựu tổng thống Corazon Aquino vào năm 2009 và cựu thượng nghị sĩ Benigno Aquino, Jr. vào năm 1983.